# هونج تشي إل 5
هونج تشي إل 5 (بالإنجليزية: Hongqi L5)‏هي سيارة فاخرة كبيرة ذات طراز قديم مستوحى تصميمها من هونج تشي إل 770 التي تم إيقاف إنتاجها، وهي بمثابة السيارة الرئيسية لشركة هونج تشي الصينية والسيارة مخصصة لسوق السيارات الصيني. تعتبر إل 5 هي سيارة كبار المسؤوليين الرسمية في دولة الصين. هونج تشي بالصينية تعني العلم الأحمر.

## ملخص
أطلقت إل 5 في عام 2013 في معرض شنغهاي للسيارات، وتشتهر بكونها أغلى سيارة صينية الصنع متاحة للشراء حاليًا، بسعر 5 ملايين يوان صيني (800 ألف دولار أمريكي).   هذه السيارة هي السيارة الرسمية للدولة في الصين، حيث يستخدمها الأمين العام للحزب الشيوعي (القائد الأعلى) شي جين بينغ. السيارة السيدان معروضة حاليا في الصين فقط.

هونج تشي إل 5 خلال عرض عسكري في مينسك في عام 2017.

صدر إل 5 إلى بيلاروسيا عبر التبرعات، حيث يتم استخدامها من قبل الجيش البيلاروسي كسيارة عرض لأول مرة في موكب يوم النصر في مينسك عام 2015.

في عام 2016، أعلنت شركة هونج تشي عن إصدار V8 من إل 5، مدعوم بمحرك V8 مزدوج التوربو سعة 4.0 لتر ينتج 381 حصانًا مع ناقل حركة أوتوماتيكي بثماني سرعات. تم وضع طراز V12 تحت اسم  CA7600 وإصدار V8 تحت اسم CA7400. تم إصدار CA7400 في عام 2017.

## روابط خارجية
- الموقع الرسمي
- معلومات Hongqi L5